# Rich Dumas
Richard Wayne Dumas sr., detto Rich (Oklahoma City, 21 aprile 1944 – Berlin, 19 novembre 1991), è stato un cestista statunitense, professionista nella ABA.
Era il padre di Richard Dumas.

## Carriera
Venne selezionato dai Cincinnati Royals al settimo giro del Draft NBA 1968 (83ª scelta assoluta).
Giocò brevemente negli Houston Mavericks nella stagione ABA 1968-69.